# Резолюция Совета Безопасности ООН 353
Резолюция Совета Безопасности ООН 353 — документ, принятый единогласно 20 июля 1974 года, после слушания доклада генсека ООН и президента Кипра архиепископа Макариоса, а также представителей Турции, Греции и других стран. Совет Безопасности потребовал немедленного вывода всего иностранного военного персонала, находившегося в Республике Кипр, в нарушение параграфа 1 Устава Организации Объединенных Наций и предусмотренных соглашениями при предоставлении Кипру независимости. В резолюции содержится призыв к странам гарантам Греции, Турции и Соединенному Королевству немедленно вступить в переговоры о восстановлении мира на острове и конституционного правительства.

## Содержание
Совет Безопасности, рассмотрев на своем 1779-м заседании доклад Генерального секретаря о последних событиях на Кипре, заслушав заявление президента Республики Кипр, а также заявления представителей Республики Кипр, Турции, Греции,  а также других государств-членов, рассмотрев на своем нынешнем заседании дальнейшие события на острове, глубоко сожалея о вспышке насилия и продолжающемся кровопролитии, будучи глубоко озабоченным положением, которое привело к серьезной угрозе международному миру и безопасности и которое создало в высшей степени взрывоопасную обстановку во всем районе Восточного Средиземноморья, будучи в равной мере озабоченным необходимостью восстановления конституционного устройства Республики Кипр, установленного и гарантированного международными соглашениями, напоминая о своей резолюции 186 (1964) от 4 марта 1964 года и о своих последующих резолюциях по данному вопросу, сознавая свою главную ответственность за поддержание международного мира и безопасности в соответствии со статьей 24 Устава Организации Объединенных Наций, призывает все государства уважать суверенитет, независимость и территориальную целостность Кипра; 
- призывает все стороны, участвующие в настоящий момент в боевых действиях, в качестве первого шага прекратить весь огонь и предлагает всем государствам проявлять максимальную сдержанность и воздерживаться от любых действий, которые могут еще более усугубить ситуацию;
- требует немедленного прекращения иностранной военной интервенции против Республики Кипр, противоречащей положениям пункта 1, выше;
- предлагает безотлагательно вывести из Республики Кипр присутствующий там иностранный военный персонал, помимо персонала, находящегося там в соответствии с международными соглашениями, включая персонал, вывод которого потребовал президент Республики Кипр, архиепископ Макариос в своем письме от 2 июля 1974 года;
- призывает Грецию, Турцию и Соединенное Королевство Великобритании и Северной Ирландии вступить без промедления в переговоры с целью восстановления мира в данном районе и конституционного правительства на Кипре и информировать Генерального секретаря;
- призывает все стороны полностью сотрудничать с Вооруженными силами Организации Объединенных Наций по поддержанию мира на Кипре, с тем чтоб они смогли выполнить свой мандат;
- постановляет держать данный вопрос под постоянным наблюдением и просит Генерального секретаря, по мере необходимости, представлять доклады с целью принятия дальнейших мер, с тем чтобы обеспечить восстановление как можно скорее мирных условий[4].

## Предпосылки

### Документы ООН
16 июля 1974 года Зенон Россидис, Постоянный представитель Кипра при Организации Объединенных Наций обратился к руководству Совбеза о созыве заседания с целью рассмотрения ситуации на Кипре.
16 июля 1974 года Курт Вальдхайм, 4-й генеральный секретарь ООН предложил созвать Совет Безопасности в виду серьезности информации от представителя Кипра.
20 июля 1974 года Константин Панамотакос, Постоянный представитель Греции при Организации Объединенных Наций предложил созвать Совет Безопасности для принятия срочных мер против Турции начавшую оккупацию территории Кипра.

### История Кипра
В 1960 году Кипр получил независимость, и в ходе переговоров между Великобританией, Грецией и Турцией был разделён на две общины — турецкую и греческую. Британия сохранила за собой две суверенные базы Акротири и Декелия. На остров было введено небольшое количество войск Греции и Турции.
По конституции 1960 года было признано существование двух самоуправляемых общин, греческой (примерно 80 %) и турецкой (примерно 18 %). Баланс сил, установленный по ливанской модели, поддерживался державами-гарантами — Великобританией, Грецией и Турцией. Установленные этнические квоты не соответствовали проценту турок в населении (18 %). Так, в полиции и госаппарате устанавливалась квота 30 %, в армии 40 %.

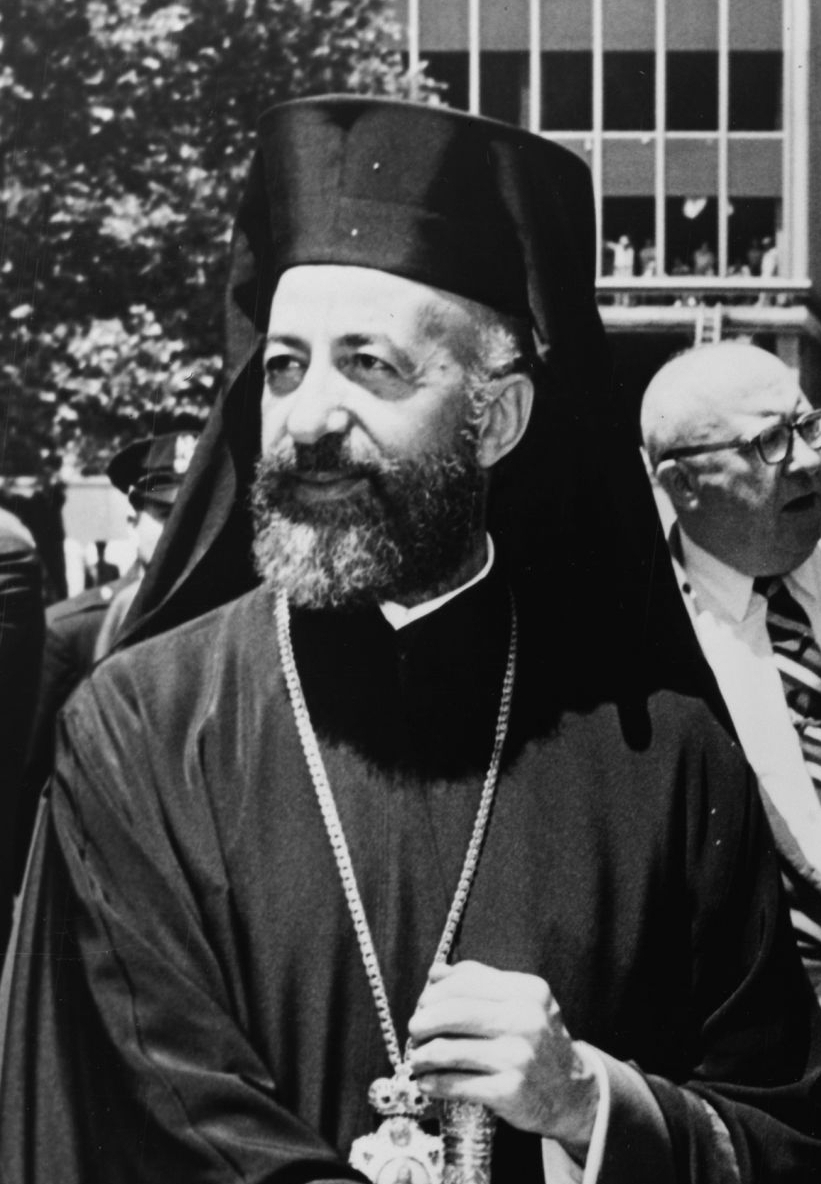
Основатель Республики Кипр Архиепископ Макарий III

В то же время среди греков оставалась крайне популярной идея энозиса, совершенно неприемлемая для турок-киприотов. В ответ на доктрину энозиса турецкое население выдвинуло доктрину таксим (тур. «отделение»), разделения острова на греческую часть, свободную совершить энозис, если она так пожелает, и турецкую. Сложность была в смешении греков и турок по всему острову, так что практическое воплощение доктрины таксим потребовало бы перемещения больших масс людей.
Ситуация могла вызвать вооружённый конфликт между двумя членами НАТО, Грецией и Турцией, в самый разгар холодной войны. Британия, как одна из держав-гарантов, предложила отправить на остров нейтральные силы НАТО, что было отвергнуто Макариосом. 15 февраля 1964 Британия подняла вопрос на Совете Безопасности ООН, и в тот же день Макариос сообщил Совету Безопасности о явной подготовке турецкими войсками вторжения.
В соответствии с резолюцией Совета Безопасности ООН № 186 от 4 марта 1964 на остров прибыли миротворческие силы ООН, остающиеся на нём до сего дня.
В 1974 военная хунта чёрных полковников в Греции организовала государственный переворот на Кипре, основной силой которого стали вооружённые формирования греческой общины — Кипрская национальная гвардия, возглавляемая офицерами из Греции. Макарий III был свергнут, и заменён Никосом Гиоргадесом Сампсоном, лидером организации ЭОКА-Б.
Турецкими властями это рассматривалось как прелюдия к объединению Кипра и Греции с возможной перспективой этнических чисток по отношению к туркам-киприотам, тем более что переворот сопровождался третьей по счету с 1960 года крупной вспышкой беспорядков на этнической почве.

## Последствия
20 июля турецкая армия высадилась на острове и в ходе боевых действий поставила под свой контроль порядка 35 % площади острова. С того времени Кипр остается фактически разделенным на две неравные части, греческую и турецкую.
В ходе раздела острова из турецкой части Кипра бежало до 200 тыс. греков, из греческой — до 30 тыс. турок. Зелённую линию, протяженностью 80 км и шириной от 20 м до 7 км разделяющую остров на два сектора, охраняет контингент Вооружённых сил ООН по поддержанию мира на Кипре (ВСООНК). Контингент ООН был расширен и передислоцирован в район буферной зоны.
В соответствии с резолюцией 353 Совета Безопасности ООН министры иностранных дел Греции, Турции и Великобритании собрались в Женеве 25 июля 1974 года. По данным ВСООНК, текст совместного заявления, переданного Генеральному секретарю Организации Объединенных Наций, определял Зону безопасности, размеры которой должны были быть уточнены представителями Греции, Турции и Великобритании в консультации с ВСООНК, должна была быть установлена на границе районов, оккупированных турецкими вооруженными силами. В эту зону не должны были входить никакие другие силы, кроме сил ВСООНК, которые должны были следить за соблюдением запрета на вход. До определения размера и характера зоны безопасности существующий район между двумя силами не должен был нарушаться никакими силами.
Буферная зона до сих пор остается убежищем для дикой флоры и фауны, которые процветают благодаря почти полному отсутствию охотников и других форм человеческого вмешательства.

## Резолюция 353 в филателии
Отмечая резолюцию Совета Безопасности ООН, Почтовая служба Кипра проштамповала ряд своих почтовых марок печатью “Резолюция 353 Совета Безопасности 20 июля 1974”.